# Fridthjov Anderssen
Fridthjov Anderssen (Moldjord, Beiarn, 26 april 1876 – Bodø, 9 mei 1937) was een Noors organist, componist en koordirigent. Hij bracht een lange tijd door buiten de toenmalige culturele centra Christiania en Bergen en is daardoor vrijwel onbekend gebleven. Plaatselijk wordt hij ook wel de Edward Grieg van het noorden (Nordnorske Grieg) genoemd.

## Achtergrond
Hij werd als jongste van acht kinderen geboren binnen het huwelijk van Ole Andreas Cyrenus Anderssen (1831-1913) en Gjertrud Helene Meland (1831-1911). Vader Ole was betrokken bij het lokale muziekleven als violist en kerkzanger, maar ook afgevaardigde in de Storting. In het huis waren ook andere muziekinstrumenten aanwezig. De gehele familie was in muziek ondergedompeld. Op tienjarige leeftijd verhuisde de familie naar Hernes bij Bodø om ook daar te profiteren van en bij te dragen aan het muziekleven. Anderssen begon orgel en piano te bespelen. De orgellessen vonden plaats in de kerk in Bodo en werden gegeven door Erik Aulie, de vaste organist aldaar, die uit Oslo afkomstig was. In de periode 1893 en 1895 was Anderssen te vinden aan het Conservatorium van Oslo, dat toen geleid werd door Peter Brynie Lindeman. Hij studeerde er de vakken orgel en piano bij Peter Brynie Lindeman en Kristian Lindeman, harmonieleer bij Gustav Lange, en contrapunt bij Johannes Haarklou en Catharinus Elling (beiden componist). Zijn  publieke debuut vond plaats in 1895 en wel als concertorganist. Na dat debuut gaf hij concerten en de “verre” gebieden in Noorwegen, zoals Folda, de Lofoten en de Vesterålen. In datzelfde jaar werd Anderssen benoemd tot vaste organist van de kerk in Bodø, waaraan hij tot 1901 werkzaam zou zijn. Die functie hield ook in dat hij leiding gaf aan het plaatselijk orkest en het plaatselijk Koor van Ambachtslieden. Het was toen ook de tijd dat de eerste composities van zijn hand verschenen, met name voor het koor. Na die periode ging Anderssen verder studeren en wel aan het Conservatorium van Leipzig. Die studie bij Jadassohn en Emil Paul werd in de zomer van 1902 vroegtijdig afgebroken. Vanaf toen pakte hij de draad weer op in het muzikale leven in Bodø. Van de vergoedingen kon hij aardig leven, maar ook niet meer dan dat. In 1911 huwde hij met Aagot Nilssen (1880-1942), die hij al langer kende, doch bij gebrek aan inkomsten werd het huwelijk steeds uitgesteld. Tegen het eind van zijn leven kon Anderssen genieten van een staatstoelage. Hij kon er niet lang gebruik van maken; hij stierf op 61-jarige leeftijd. In 1947 verscheen een biografie getiteld Fridtjov Anderssen – mennesket of musikeren (man en zijn muziek)

## Muziekstijl
Anderssens muziek bevindt zich in de laatromantische stijl. Hij liet daarbij enkele modernismen toe zoals ongebruikelijke akkoordenwisselingen en modulaties. Hij was daarbij een liefhebber van de muziek van Richard Wagner, die eerst verguisd werd, maar later bewonderd. Ook de muziek van Ludwig van Beethoven kon Anderssens goedkeuring wegdragen, ook al vond hij die ietwat ouderwets. Zijn werken zijn buiten Noorwegen nauwelijks bekend. Er zijn wel enige opnamen beschikbaar, maar die waren bestemd voor de Noorse markt en verschenen op relatief kleine platenlabels zoals Euridice.

## Werklijst

### Orgel
Alle orgelwerken zijn terug te vinden in een verzamelband uitgegeven door Norsk Musikforlag
- Introduksjon og fuge i f mineur
- Sørgemarsj (1900)
- Bryllupsmarsj (1900)
- 3 fuger (1902)
- Festpreludium over "Av høyheten opprunnen er" D majeur
- Festpreludium over "Av høyheten opprunnen er" Es majeur
- Festpreludium over "Fra himlen høyt" Es majeur
- Festpreludium over "Fra himlen høyt" C majeur
- Orgelkoral "Akk visste du som går i syndens lenke"
- Fuge med koralen "Frykt, mitt barn den sanne Gud"
- 6 små preludier
- Fantasi over koralen "Av dypets nød": Introduksjon – koral – variasjon 1-4 – Intermezzo – Dobbeltfuge (1917). Het wordt gezien als zijn bekendste werk voor orgel. Het is in 1917 in Leipzig geschreven in Leipzig tijdens een verblijd aldaar. Hij heeft het werk zelf een aantal keren gespeeld onder andere in 1933 in de Nidaros-domkerk in Trondheim.
- Orgelkoral "in dulci jubilo" (1933)

### Piano
- Nordlandsk (1899)
- Humoreske (1903)
- Arietta (1918)
- Hyfsar (1918)
- Balettopptrinn (ca. 1920)

### Mannenkoor
- "Halvdan Kierulf" (1889)
- "Lengsel" (1893)
- "Juni" (1895)
- "October" (1895)
- "Nordvest" (1896)
- "Haust" (1896)
- "Løv" (1897)
- "Det skal synest til slutt" (ca. 1900)
- "Fremad under Norges merke" (ca. 1900)
- "Tungalda" (1901)
- "Utfærdsdråpa" (1902–1904) voor solisten, koor en orkest is geschreven op tekst van Per Sivle;
- "Se nu synker solen" (ca. 1906)
- "Til Bodø" (1909)
- "Vin, kvinnor og song" (1908)
- "Nordland" (1913) voor bariton en mannenkoor; Anderssen gebruikte een tekst van Knut Hamsun; dit werk kreeg uitvoeringen tijdens een tournee langs kustplaatsen, eindigend in Oslo in Oslo; het werk zou later door Geirr Tveitt gearrangeerd worden tot een werk voor alleen orkest.
- "Bodøkantaten" (1916) voor bariton, koor en orkest werd in 1916 opgeleverd voor de festiviteiten van het honderdjarig bestaan van het plaatsje
- "Høubudans" (1926)
- "Vårt fedreland" (1936)

### Gemengd koor
- "Kyrie Eleison" (1902)
- "Se solens skjønne lys og prakt." (ca. 1920)
- "Hvor salig er den lille flokk." (ca. 1920)
- "Naglet til et kors på jorden." (ca. 1920)

### Liederen
- "Havfruen" (1890)
- "Haraldshaugen" (1891)
- "Bølgedrag" (1891)
- "Lengsel" (1892)
- "Av en gammel historie" (1892)
- 5 Musikanterviser (1895–96)
- 5 Landstrykerviser (1896–97)
- "Musikk (Kjære, spill den nok en gang)" (1896)
- "Den siste kveld" (1897)
- "Løv" (1897)
- "Folkevise" (1897)
- "Nocturne" (1898)
- "Vår" (1899)
- "Eva" (1900)
- "Når det bliver vår igjen" (1900)
- "Fyrste Blomen" (1906)
- "Solkverv" (1906)
- "Andakt" (1908)
- "Det er noe jeg sitter og ei kan forstå" (1909)
- "Evneflaum" (ca. 1910)
- "Fylgja mi" (ca. 1910)
- "Herre, lær meg å gå din veg" (ca. 1910)
- "Svarte fuglar" (1910)
- "Idealisten" (1912)
- "No ska vi søng om lappan" (1920)

### Orkestmuziek
- 17-mai-marsj (1905)
- Sørgemarsj (1910)
- Festmarsj (1910)
- Sangermarsj (1920)

### Diversen
- Festmarsj (1910). Piano, orgel, orkester.
- Legende (1912). Orkester. Også for cello og piano.
- Strykekvartett i d-moll (1918)
- Ballettopptrin (1920)
- Dansesuite (1936–36)

- Gemeinsame Normdatei: 1054443335
- International Standard Name Identifier: 0000 0000 4351 3464
- Library of Congress Control Number: no90021470
- Virtual International Authority File: 34017206
- WorldCat: E39PBJq74B4JCjB6P8Dk6MYHG3